# 佩德罗·索尔韦斯
佩德罗·索尔韦斯·米拉（西班牙語：Pedro Solbes Mira，1942年8月31日—2023年3月18日）是西班牙经济学家，政治家。前西班牙第二副首相、经济与财政大臣。

## 生平
1942年8月31日出生于阿利坎特省皮诺索。毕业于马德里康普顿斯大学。1985年至1991年担任西班牙外交部欧盟关系国务秘书。1991年至1994年在冈萨雷斯内阁出任农业大臣，1993年至1996年出任经济与财政大臣。1994年至2004年担任欧洲联盟委员会经济和货币事务专员。
2004年至2009年，出任萨帕特罗内阁第二副首相兼经济与财政大臣。